# Blaricummer Eng
De Blaricummer Eng of Warandepark is een natuurgebied van het Goois Natuurreservaat in Blaricum. Het gebied wordt ruwweg omsloten door de Woensbergweg, Huizerweg, Houtwal en de Bergweg.
De eng bestaat uit een eeuwenoude verkaveling met zandpadenstructuur en een afwisseling van open akkers en weilanden.
Op de eng liggen naast de algemene begraafplaats op de Woensberg ook de 2000 m² grote Gooise heemtuin en de bijenschans Steegland.

## Zandgroeve
De Warandebergen vormen met 22,3 meter het hoogste punt van de Blaricummer eng. De eng en de Warandebergen liggen op een oostelijke aftakking van de Gooise stuwwal tussen Blaricum en Huizen. De steile zandhellingen vanaf de Warandebergen naar de groeve Oostermeent ontstonden na eerdere afgravingen van zandgroeve Rijsbergen. De afgegraven grond werd gebruikt voor de productie van kalkzandsteen. Op de wat rijkere grond ten noorden van de Warandebergen groeit het grasklokje, kraailook, hondsroos en de reuzenberenklauw. Een aantal vennetjes is voor een groot deel aan het verlanden. Het water uit deze vennen werd voorheen gebruikt om een eventuele brand in de kalkzandsteenfabriek te blussen. Groeve Oostermeent vormt een overgang van de Gooise stuwwal naar de oostelijk gelegen Eemvallei.